# Calvaire de Megève
Le calvaire de Megève est un calvaire situé à Megève, en France.

## Localisation
Le calvaire est situé dans le département français de la Haute-Savoie, sur la commune de Megève.

## Historique
L'édifice est classé au titre des monuments historiques en 1988.